# Диродийиттербий
Диродийиттербий — бинарное неорганическое соединение
иттербия и родия
с формулой Rh2Yb,
кристаллы.

## Получение
- Спекание стехиометрических количеств чистых веществ:

{\displaystyle {\mathsf {Yb+2Rh\ {\xrightarrow {1500^{o}C}}\ Rh_{2}Yb}}}

## Физические свойства
Диродийиттербий образует кристаллы
кубической сингонии,
пространственная группа F d3m,
параметры ячейки a = 0,7432 нм, Z = 8,
структура типа димедьмагния MgCu2 (фаза Лавеса)
.
Соединение разлагается при температуре >1500°С
.